# Lucille Hegamin
Lucille Nelson Hegemin, född 29 november 1894, död 1 mars 1970, var en amerikansk bluessångerska.
Lucille Nelson föddes i Georgia och började uppträda i 15-årsåldern. Tidigt sjöng hon i lokala kyrkokörer och på teatern . 1914 flyttade hon till Chicago, där hon kom att kallas "The Georgia Peach". Hon gifte sig där med pianisten Bill Hegamin.
Hegamins flyttade till Los Angeles 1918, och till New York året därpå.
Med start i november 1920 började Lucille Hegamin spela in skivor. Hegamin gjorde inspelningar för Arto  1922, och några för Paramount. Mest känd blev "Arkansas Blues" som kom att spelas in av nio olika skivbolag. Lucille Hegamin subsequently played theatre dates but did not tour extensively. Från 1922 till slutet av 1926 gjorde hon över 40 inspelningar för Cameo, och kom att kallas "The Cameo Girl". 1929 uppträdde hon i radio i programmet "Negro Achievement Hour" på WABC, New York. 1932 spelade hon några sidor för Okeh.